# Innocent Théodoric Hautt
Innocent Théodoric Hautt (auch: Innozenz Dietrich; * vor 1680; † Oktober 1736) war ein vom Staat beauftragter Drucker und Papierproduzent in Freiburg im Üechtland. Von ihm sind 140 Druckerzeugnisse überliefert, die vor allem Werke der Gegenreformation betrafen.

## Familie
Während über die Herkunft seines Vorgängers und Stiefvaters Jean-Jacques Quentz nichts bekannt ist, weiss man von Hautt, dass er von einer Familie von Druckern und Buchhändlern in Luzern abstammt. Spätestens im Todesjahr seines Vaters Godefroi, 1692, begann Innocent zusammen mit seinem Bruder Aurelien in dessen Werkstatt in Luzern seine Tätigkeit als Drucker.
Bekannt ist auch der Drucker David Hautt, der 1635, damals noch in Strassburg, das von der katholischen Kirche verbotene Systema cosmicum von Galileo Galilei druckte. 1648 war er nach Luzern übergesiedelt, nachdem er Anfang der 1640er Jahre in Wien versucht hatte, dort seine Existenz aufzubauen und veröffentlichte dort beispielsweise Heinrich Murers Helvetia Sancta. Auch später noch bekleiden Personen dieser Familie wichtige Ämter der Stadt Luzern wie beispielsweise Alois Hautt, der von 1841 bis 1845 Stadtpräsident in Luzern war. Die kaufmännisch, politisch und militärisch einflussreiche Familie Wissing stand seit 1690 in unmittelbarer Konkurrenz zur Familientradition der Hautts, was womöglich zum Wechsel nach Freiburg geführt hat.

## Leben und Werk
Quentz kämpfte mit veralteten Maschinen und abgenutztem Inventarium, das schon über 100 Jahre im Einsatz war. Die im Sommer 1709 von der Stadt Freiburg bestellten neuen Matrizen nutzten ihm nichts mehr, denn er überschrieb im Einvernehmen mit der Stadt aus Altersgründen die Druckerei seinem Stiefsohn Innocent, der bereits seit 1707 oder 1708 bei ihm gearbeitet hatte. Am 8. August 1710 trafen auch neue Bleisatz-Lettern vom Basler Schriftgiesser Rudolf Genath dem Jüngeren ein.
Im Jahr seiner Tätigkeitsaufnahme als Drucker in Freiburg 1711 wurde auch sein Sohn Heinrich Nicomedes Hautt († 1772) geboren, der ab 1736 die Geschäfte des Vaters übernahm.
Als einziger Freiburger Drucker war Hautt und später auch dessen Sohn Heinrich Nicomedes gleichzeitig auch Pächter des Papierzulieferers der Papiermühle Marly wenige Kilometer südöstlich der Stadt Freiburg.